# Jaír
Jaír (hebrejsky יָאִיר‎, Ja'ir) je jméno několika starozákonních postav. Jméno je vykládáno jako „Svítí“ či „Zasvítí“.

## Manasesův syn
První zmínku v Bibli o muži tohoto jména lze najít v knize Numeri, kde je označen jako „syn Manasesův“ – zřejmě je však takto označen jen v širším slova coby význačný člen Manasesova rodu. Jednalo se totiž o kmenového válečníka, jenž ještě za života Mojžíše, tedy v době, než izraelské kmeny překročily pod vedením Jozueho řeku Jordán, aby dobyly svou Zemi zaslíbenou, dobyl v předjordání celý bášanský kraj včetně Lehavot ha-Bašan a toto území přejmenoval na „vesnice Jaírovy“. Celé toto území připadlo jeho soukmenovcům i po dobytí Země zaslíbené a rozdělení do držení jednotlivým izraelským kmenům.

## Jaír Gileádský
Jaír bylo též jméno starozákonního soudce, o němž se krátce zmiňuje kniha Soudců. Soudil syny Izraele po smrti soudce Tóly 22 let. Podle Davida Ganse toto období spadá do let 2742–2764 od stvoření světa neboli do let 1020–997 před naším letopočtem a v řetězci tradentů ústní Tóry je zařazován na osmé místo hned po soudci Tólovi. Jaír Gileádský měl 30 synů, kteří spravovali 30 měst, jež byly pojmenovány jejich jmény a jež ležely v krajině Jaírových vesnic. Rodově zřejmě pocházel z kmene Manases a jeho soudní dvůr sídlil v Gileádu. Po smrti byl pochován v Kamónu a po něm soudil syny Izraele soudce Jiftách, který je zároveň devátým tradentem ústí Tóry.

## Otec Mordechaje
V knize Ester figuruje jméno Jaír jako jméno Mordechajova otce.